# ¿Dónde Estás Corazón?
"¿Dónde Estás Corazón?" je pjesma kolumbijske pjevačice Shakire. Pjesma je objavljena 3. veljače 1996. godine kao singl s njenog albuma Pies Descalzos. Pjesmu su napisali Shakira i Luis Fernando Ochoa, a producent je Ochoa.

## O pjesmi
Pjesma se prvobitno nalazila na kompilacijskom albumu Nuestro Rock i objavljen je samo u Kolumbiji. Pjesma je bila jedini hit s albuma i kasnije je snimljen spot za pjesmu. Tom pjesmom se napokon probila na kolumbiskoj glazbenoj sceni. Zbog velikog uspjeha pjesme, diskografska kuća Sony Music Entertainment dala joj je prigodu snimiti i objaviti još jedan album. Kasnije je pjesma objavljena kao singl s njenog prvog službenog studijskog albuma Pies Descalzos. 

## Uspjeh pjesme
Pjesma se plasirala na 5. poziciji ljestvice Hot Latin Songs i 3. poziciji ljestvice Latin Pop Airplay.

## Videospot
Spot za pjesmu "¿Dónde Estás Corazón?" snimljen je pod redateljskom palicom Oscara Azula i Juliana Torresa. Na početku je spot snimljen u crno-bijeloj tehnici a kasnije u boji. U spotu Shakira pleše u srebrnoj haljini.

## Ljestvice
| Ljestvice (1996.)     | Najviša pozicija |
| --------------------- | ---------------- |
| SAD Hot Latin Songs   | 5                |
| SAD Latin Pop Airplay | 3                |